# Монтекатіні-Терме
Монтекатіні-Терме (італ. Montecatini Terme) — муніципалітет в Італії, у регіоні Тоскана,  провінція Пістоя.
Монтекатіні-Терме розташоване на відстані близько 270 км на північний захід від Рима, 40 км на захід від Флоренції, 13 км на південний захід від Пістої.
Населення — 20 388 осіб (2014).

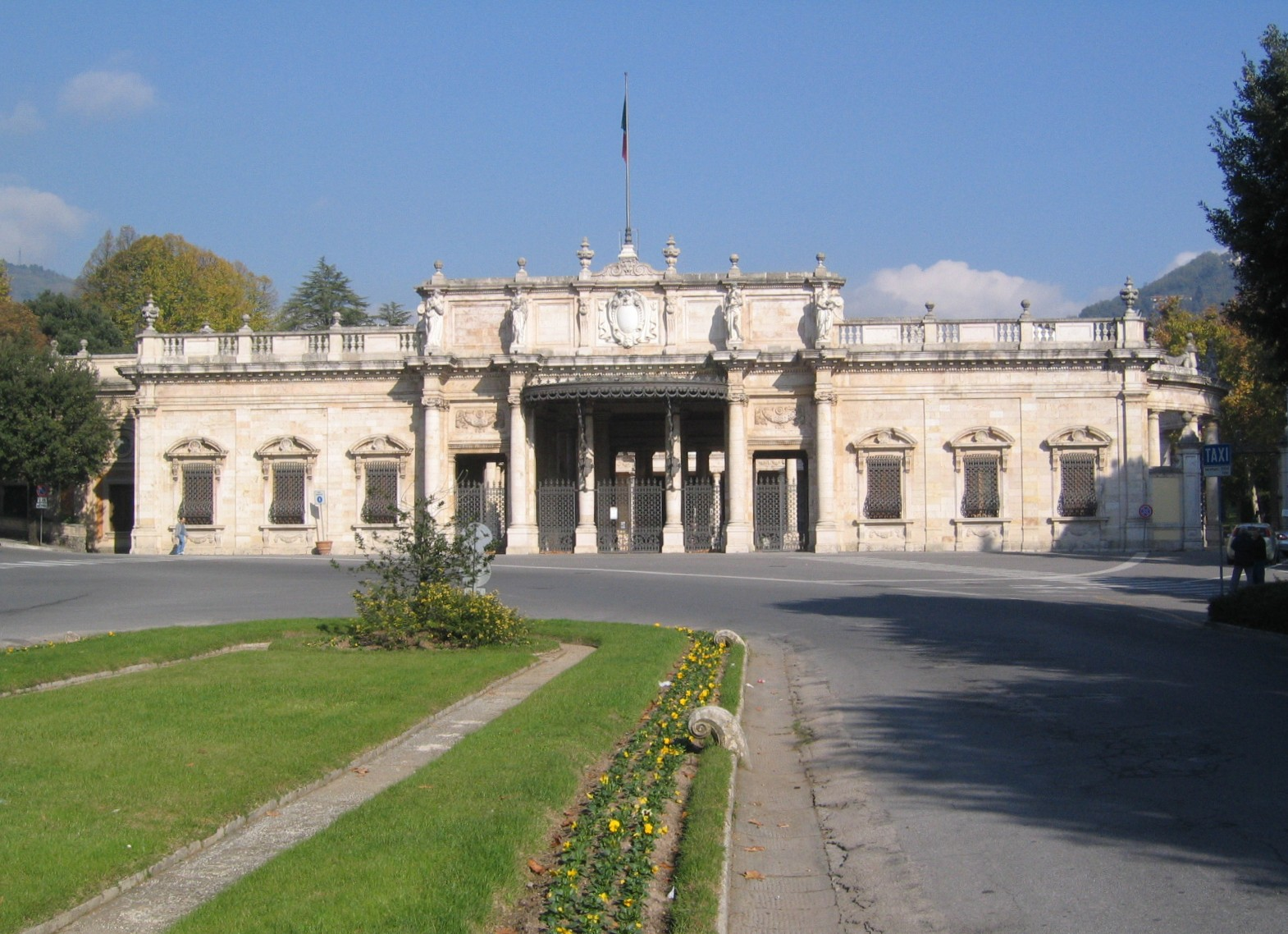

Щорічний фестиваль відбувається 4 грудня. Покровитель — Santa Barbara.

## Демографія
Населення за роками:

Станом на 1 січня 2023 року в муніципалітеті офіційно проживало 4637 іноземців з 91 країни, серед них 1447 громадян країн Євросоюзу та 164 громадяни України.

## Уродженці
- Карло Галлі (*1931) — відомий у минулому італійський футболіст, нападник.

## Сусідні муніципалітети
- Буджано
- Марліана
- Масса-е-Коцциле
- П'єве-а-Нієволе
- Понте-Буджанезе
- Серравалле-Пістоїєзе